# Геология Европы

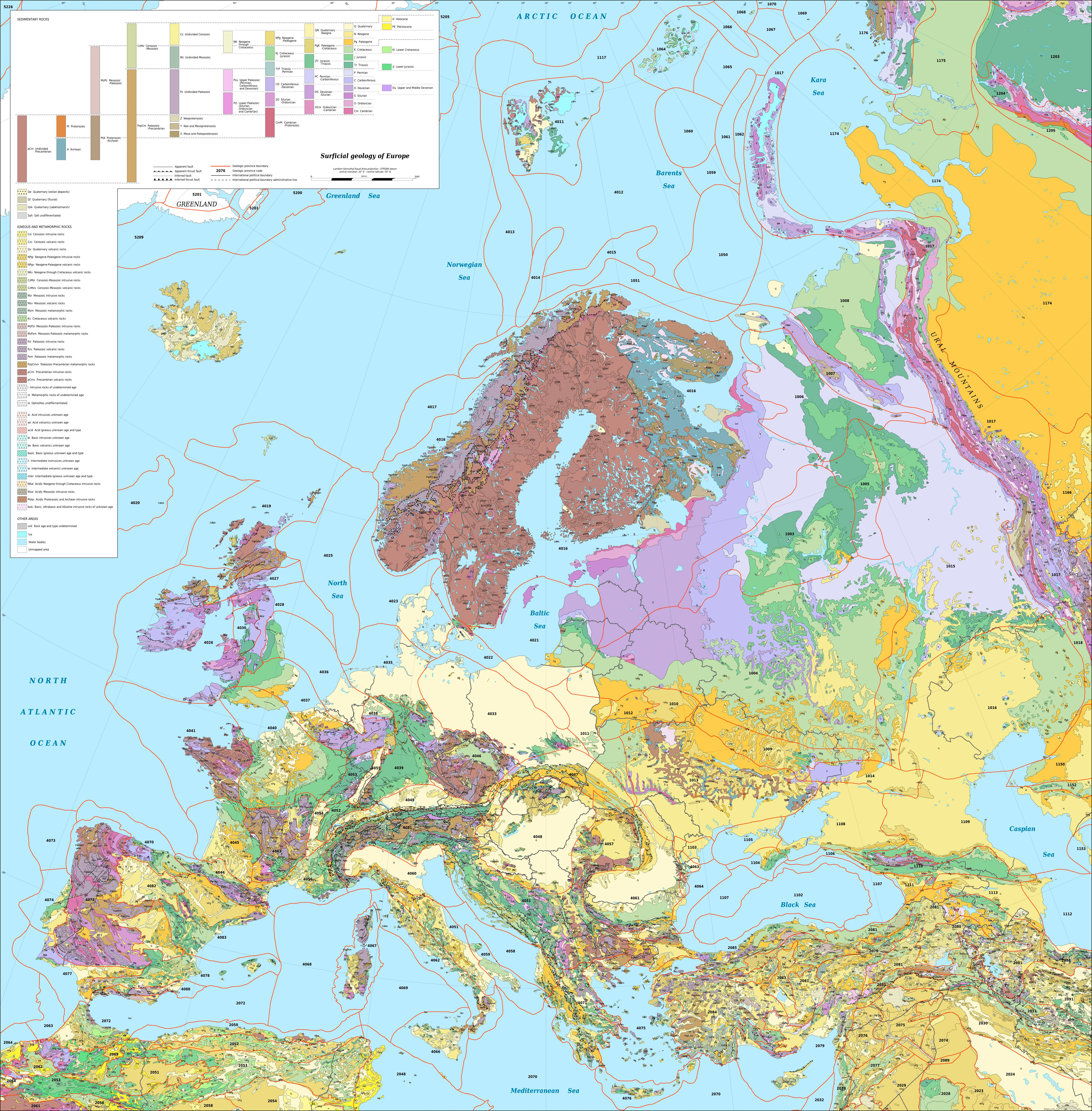
Поверхностная геология Европы

Геология Европы отличается исключительным разнообразием и сложностью. Она формирует широкий спектр ландшафтов — от нагорий Шотландии до холмистых равнин Венгрии. Континент традиционно делится на две крупные части: гористую Южную Европу и обширную Североевропейскую равнину, частично затопленную морями и протянувшуюся от Англии на западе до Урала на востоке. Эти регионы разделены Пиренеями и системой Альпийско-Карпатских гор. На западе равнина соприкасается со Скандинавскими горами и возвышенностями Британских островов. Южный горный пояс омывают воды Средиземного и Чёрного морей. Крупнейшие мелководные бассейны, затопляющие северные равнины, — Кельтское море, Северное море, Балтийское море и Баренцево море.
Для Европы характерны развитые мантии выветривания, образованные из сапролита. Их состав варьируется от каолинитового и ферраллитового до более грубого. Каолинитовые и ферраллитовые формации формировались в мезозое — раннем кайнозое, а более грубые — в позднем кайнозое. Разрушение горных пород в Финляндии и Швеции привело к образованию многочисленных впадин, сейчас занятых озёрами.

## Тектоника

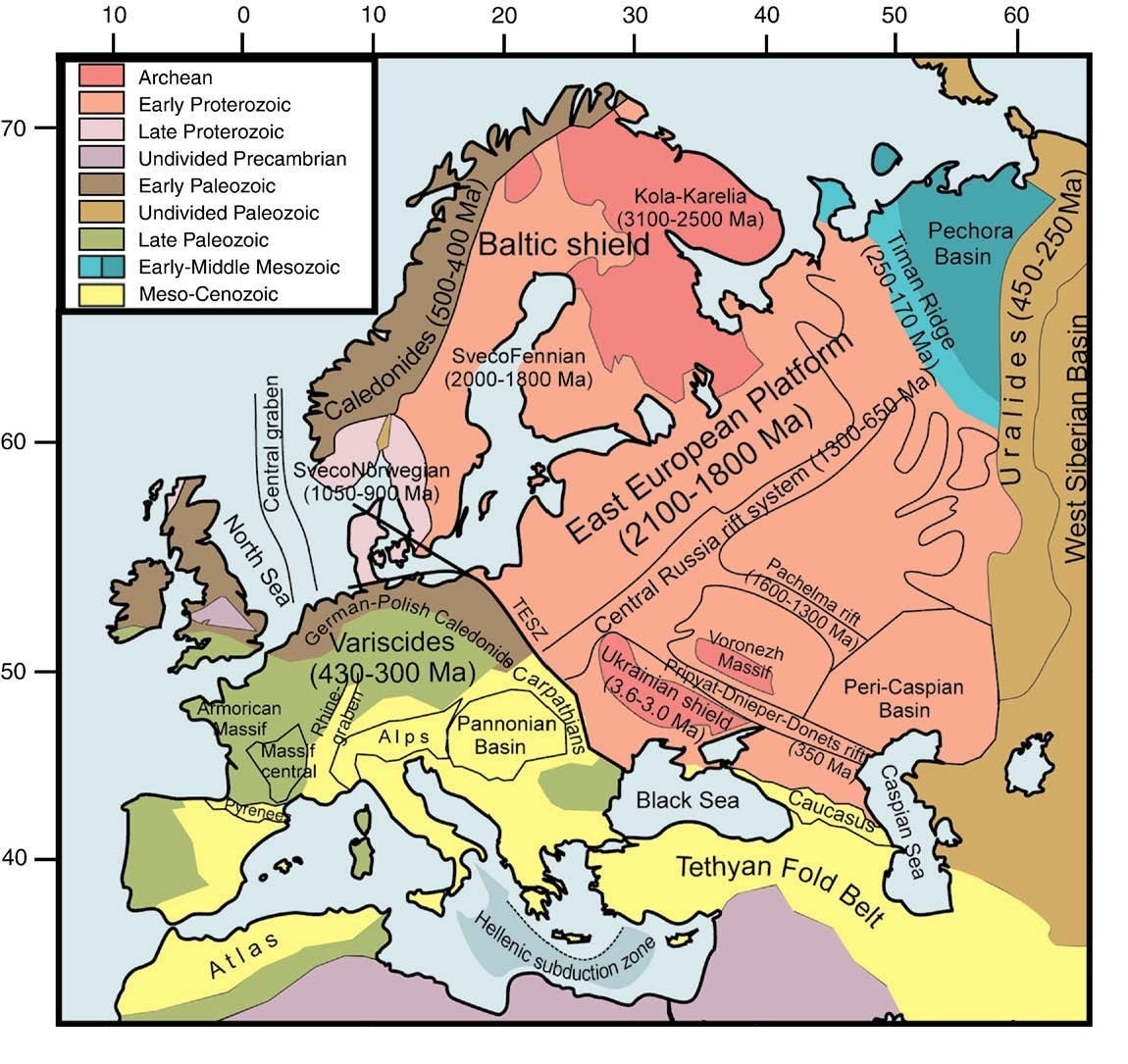
Упрощённая тектоническая карта Европы, показывающая Балтийский щит и Восточно-европейскую платформу

С тектонической точки зрения ключевым процессом является поступательное движение Африканской плиты на север, навстречу Евразийской плите в Средиземноморском регионе. Это столкновение вызвало поднятие Пиренеев, Альп и Карпат. Осадочные породы, некогда лежавшие на дне океана Тетис, поднялись на поверхность и составляют основную часть этих горных массивов. К югу от Италии формируется задуговый бассейн — один из фрагментов средиземноморского микроконтинента, зажатого между плитами. Здесь наблюдаются интенсивные разломы и вулканизм: показательны Этна и другие вулканы Аппенин. Иберийский полуостров также представляет собой отдельный тектонический блок, изолированный при движении плит.
К северу от Альп тектоническая активность снижается: Балтийская платформа остаётся относительно стабильной. Исключение составляет горячая точка в Центральной Германии, породившая вулканический массив Фогельсберг и поддерживающая современные термальные источники.

### Складчатости
Геологический фундамент Европы образован докембрийским ядром — Восточно-Европейской платформой. В фанерозое на её краях сформировались три крупнейшие складчатые системы:
- Каледонская складчатость (запад и северо-запад Европы);
- Герцинская складчатость (юго-запад);
- Альпийская складчатость (юг).

В конце докембрия на восточной окраине платформы возник Тиманский кряж, а Уральские горы образовались в позднем палеозое — раннем мезозое.
Восточно-Европейская платформа занимает почти половину континента, а Каледонская, Герцинская и Альпийская зоны — от пятой до четверти территории, значительная часть которой ныне скрыта под морями.

### Компоненты
Современная Европа включает ряд платформ, террейнов и микроконтинентов:
- Балтийская платформа — Скандинавия, Финляндия, Прибалтика, Россия, север Польши и север Германии;
- Авалония — Англия, Ирландия, Нидерланды, север Германии и прилегающие районы;
- Лаврентия — запад Норвегии и Шотландия;
- Гондвана — Испания, Италия, Мальта и близкие фрагменты;
- Дно океана Нео-Тетиса — Пиренейский, Альпийский, Апеннинский, Балканский и Карпатский комплексы;
- Малая Азия — фрагмент Гондваны, продолжающийся на территорию современной Турции.

## Геологическая история
Геологическая эволюция Европы охватывает миллиарды лет. Самые древние архейские породы (>2,5 млрд лет) обнажаются на Балтийском щите, в Украине и Шотландии. Балтийский щит также несёт два крупных протерозойских орогенных пояса (2,5-0,54 млрд лет), что отражает его сложное строение и происхождение из нескольких древних блоков.
Около 540—500 млн лет назад открылись новые океаны, а их последующее закрытие вызвало образование Каледонского, Герцинского и Уральского орогенных поясов. Эти процессы привели к формированию Пангеи. Около 200 млн лет назад Пангеи распалась, открыв океан Тетис, а 50 млн лет назад его закрытие инициировало альпийское горообразование. Так возникла Альпийская орогенная система, простирающаяся от Атлантики до Турции и включающая Пиренеи, Кордильеру-Бетику, Атлас, Альпы, Апеннины, Карпаты, Динарские Альпы, Тавр и Понтийские горы. Ещё ранее, около 180 млн лет назад, начал открываться Атлантический океан.
Расширение Атлантики продолжается вдоль Срединно-Атлантического хребта. Исландия — единственный участок этого хребта, поднявшийся над уровнем моря. Современная тектоническая активность проявляется в извержениях исландских вулканов, Этны и Везувия, а также в сейсмичности Эгейского региона и Альпийской зоны, обусловленной взаимодействием Евразийской и Африканской плит.